# Pandercetes gracilis
Pandercetes gracilis är en spindelart som beskrevs av Ludwig Carl Christian Koch 1875. Pandercetes gracilis ingår i släktet Pandercetes och familjen jättekrabbspindlar. Inga underarter finns listade i Catalogue of Life.